# Mariner 2
Mariner 2 (Mariner-Venus 1962) là một tàu thăm dò không gian của Mỹ đến Sao Kim, và là tàu thăm dò không gian tự động đầu tiên tiến hành một cuộc tiếp cận hành tinh thành công. Với tư cách là tàu vũ trụ thành công đầu tiên trong chương trình Mariner của NASA, nó là một phiên bản đơn giản hóa của tàu vũ trụ Block I của chương trình Ranger và là một bản sao chính xác của Mariner 1. Nhiệm vụ của tàu vũ trụ Mariner 1 và 2 đôi khi được gọi là nhiệm vụ Mariner R. Kế hoạch ban đầu là phóng các tàu thăm dò trên Atlas-Centaur, nhưng vấn đề trở nên nghiêm trọng với xe tự hành buộc chương trình phải chuyển sang Agena B nhỏ hơn nhiều. Nhờ vậy, thiết kế của các xe Mariner R được đơn giản hóa rất nhiều. Thiết bị đo đạc trên Mariner 1 và 2 ít hơn nhiều so với các thiết bị thăm dò Venera của Liên Xô trong thời kỳ này — chẳng hạn như loại bỏ camera TV — vì Atlas-Agena B chỉ có sức nâng bằng một nửa so với máy tăng áp 8K78 của Liên Xô. Tàu vũ trụ Mariner 2 được phóng từ Mũi Canaveral vào ngày 27 tháng 8 năm 1962 và bay qua khoảng cách gần 34.773 kilômét (21.607 mi) vào ngày 14 tháng 12 năm 1962.

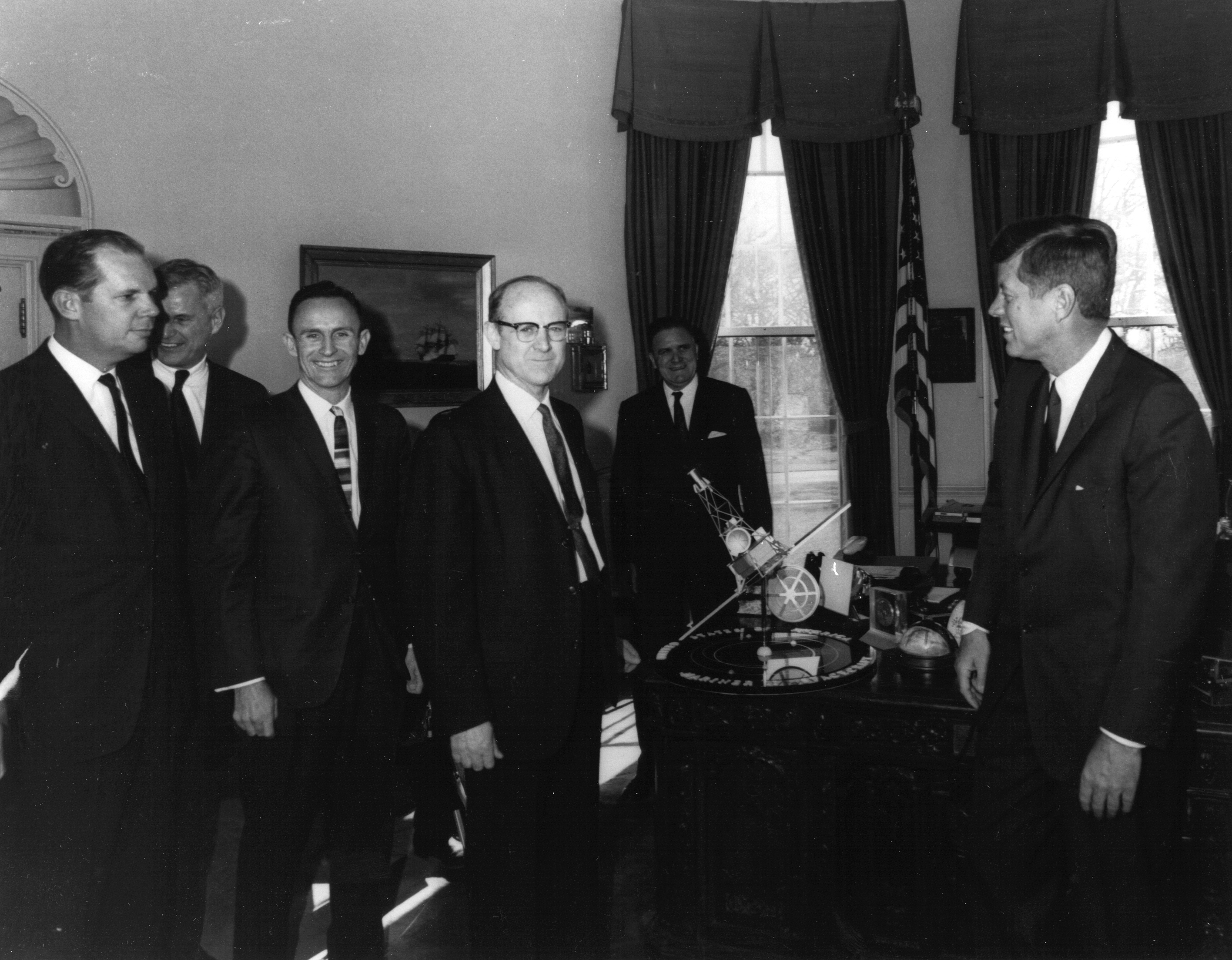
Tổng thống John F. Kennedy được xem mô hình Mariner 2 trong cuộc họp với các quan chức NASA sau khi hoàn thành xuất sắc nhiệm vụ, 1963.

Tàu thăm dò Mariner bao gồm một diameter hexagonal bus có đường kính 100 xentimét (39,4 in) chứa các tấm pin Mặt Trời, các thiết bị và ăng-ten. Các dụng cụ khoa học trên tàu vũ trụ Mariner là hai radiometer (một cho sóng vi ba và một cho sóng hồng ngoại của quang phổ), một cảm biến vi thiên thạch, cảm biến plasma Mặt Trời, một cảm biến hạt tích điện và một từ kế. Những công cụ này được thiết kế để đo sự phân bố nhiệt độ trên bề mặt của Sao Kim, cũng như đo lường cơ bản bầu khí quyển của Sao Kim.